# Тит Атилий Руф Тициан
Тит Атилий Руф Тициан или Титиан (на латински: Titus Atilius Rufus Titianus) е политик и сенатор на Римската империя през 2 век.
През 127 г. става консул заедно с Марк Гавий Клавдий Сквила Галикан.